# Suzy Bemba
Suzy Bemba, née le 22 juin 2000 à Martigues, est une actrice française.

## Biographie
Suzy Bemba grandit à Diou, dans l'Allier. Dans son enfance, elle suit en parallèle des cours de théâtre et de danse mais, après huit ans de cours de danse classique, une blessure au genou à 16 ans la pousse à s'orienter vers la comédie. Elle demande à sa mère de lui trouver un agent et, après avoir passé son bac (S, mention très bien), signe chez une agence et commence à décrocher des rôles en parallèle d'études de médecine. Après avoir raté sa première année de médecine, elle trouve un premier rôle au cinéma dans le film d'horreur Kandisha d'Alexandre Bustillo et Julien Maury. Après ce tournage, elle repasse sa première année de médecine mais décide de continuer son travail de comédienne plutôt que de s'orienter vers des études de kinésithérapeute. Plus tard, elle poursuit des études de biologie en parallèle de sa carrière d'actrice. 
C'est ensuite de la télévision que viendra la reconnaissance, avec le rôle principal de la jeune danseuse Flora dans la série L'Opéra de Cécile Ducrocq et Benjamin Adam, sur les coulisses de l'Opéra de Paris. Une première saison est diffusée à partir du 7 septembre 2021 sur OCS et une deuxième à partir du 20 septembre 2022. 
On retrouve ensuite Suzy Bemba au cinéma pour un rôle secondaire en anglais dans Pauvres Créatures de Yorgos Lanthimos, où elle jouera au côté d'Emma Stone et Mark Ruffalo.
Son rôle dans Le Retour de Catherine Corsini lui offre sa première entrée en compétition au festival de Cannes 2023.
Elle est sélectionnée par un jury de professionnels pour être une des dix acteurs et actrices des European Shooting Stars, visant à mettre en valeur les "talents émergents" du cinéma européen en décembre 2023. Cette sélection s'accompagne d'un programme de 4 jours de rencontres avec la presse et les professionnels du cinéma durant la 74e Berlinale. Le 18 janvier 2024, elle est également désignée parmi les "10 nouveaux talents français à suivre" de l'année par l'organisation Unifrance.

## Engagement
Avec les actrices Zita Hanrot, Ariane Labed et Daphné Patakia, elle co-fonde L'Association des Acteurices (ADA) visant à « protéger le métier d'acteur, actrice, comédien et comédienne ; défendre et améliorer les conditions artistiques, techniques, déontologiques et défendre l'intégrité physique et morale dans lesquelles il/elles exercent leurs compétences ». L'association se réclame des travaux d'Iris Brey sur les représentations à l'écran et promeut notamment le recours aux coordinateurs d'intimité sur les tournages,.

## Filmographie

### Cinéma

#### Longs métrages
- 2020 : Kandisha d'Alexandre Bustillo et Julien Maury : Bintou
- 2023 : Drift d'Anthony Chen : Saifa
- 2023 : Le Retour de Catherine Corsini : Jessica
- 2023 : Ma France à moi de Benoît Cohen : Lila
- 2024 : Pauvres Créatures (Poor Things) de Yórgos Lánthimos : Toinette
- 2024 : L'Esprit Coubertin de Jérémie Sein : Laure
- Prévu en 2025 : Cliffhanger de Jaume Collet-Serra

#### Court métrage
- 2023 : Dammi de Yann Demange

### Télévision
- 2021 : L'Opéra (série télévisée) de Cécile Ducrocq et Benjamin Adam : Flora Soumaré
- 2023 : Tout va bien (série télévisée) de Camille de Castelnau, Gaëlle Bellan, Benjamin Adam et Christophe Régin : Alice
- 2024 : Loups-Garous (émission de télévision) de Fary, Panayotis Pascot, Jason Brokerss et Freddy Gladieux : elle-même
- 2025 : Le Sens des choses (série télévisée) de Noé Debré et Benjamin Charbit, d'après Vivre avec nos morts de Delphine Horvilleur

## Distinctions
- Prix de l'Association des critiques de séries 2023 : meilleur second rôle dans une série 40' pour L'Opéra (saison 2)[13]